# ホームインプルーブメントひろせ
株式会社ホームインプルーブメントひろせ（HOME IMPROVEMENT HIROSE Co.,Ltd.）は、大分県大分市に本社を置くホームセンターを展開する企業である。別名、HIヒロセ（エイチアイヒロセ）。

## 概要
2025年1月時点で、鹿児島県を除く九州全域と大阪府に展開している（大阪府は食品スーパーのみの展開）。
「町から街へ“ありがとう”のおつきあい」をキャッチフレーズに、大分県を中心にホームセンター、スーパーマーケット、また両者を組み合わせた店舗形態である「スーパーコンボ」を展開している。
旧ロゴマークは、アルファベットで「HIH」をアレンジしたものだった。
2008年3月、長崎県のホームセンター「OKホーム&ガーデン」（旧・OKホームセンター）の運営会社「OKエンタープライズ（オーケー-）」が民事再生法の適用を申請したのを受けて同年7月、再建スポンサーとして事業譲渡を受け、旧OKの社員を再雇用するとともに「OKホーム&ガーデン」の店舗および屋号も存続させる形で長崎県にも進出。2009年12月には主力業態である「スーパーコンボ」店舗を諫早市にオープンし長崎県での店舗展開を本格化させた。この経緯により、ホームセンター業態については中・南九州が「HIヒロセ」、長崎県が「OKホーム&ガーデン」と屋号の棲み分けがされており、長崎県での「HIヒロセ」はスーパーコンボ業態のみにとどめている。
2018年4月27日付で、大阪府でホームセンターを展開しているコーナン商事と資本業務提携を結んだ。この一環として、2019年3月には「コーナン」に併設する形で大型食品スーパーの「食の蔵」が開店し、福岡県に進出。2021年4月には福岡県初の「HIヒロセ」ブランドとなるスーパーコンボ小郡店が開店した。
2021年8月5日、同年6月15日に閉店したフードウェイ多久店跡に「HIヒロセ」多久店が開店し、佐賀県に進出した。
同年12月1日には「OK」ブランド初の派生業態として、資材・工具に特化したプロショップ「OK PRO（オーケー プロ）」を立ち上げ、長崎県にオープンした。
2023年6月1日付でコーナン商事が株式の追加取得により子会社化され、コーナングループの一員となった。子会社化に先立ち、業務スーパー事業は創業家が設立した株式会社フレッシュフーズファクトリーへ継承された。
2024年11月30日には大阪府大阪市浪速区のコーナンJR今宮駅前店2階に「食の蔵」JR今宮駅前店をオープン。親会社のコーナン商事の本社がある大阪府への初出店と共に、当社が九州以外の地域で展開する1号店となった。

## 店舗一覧
店舗名にある「スーパーコンボ」はホームセンターと食品スーパーマーケットを組み合わせたハイブリッド店舗で、スーパーセンター業態に近い。食品館は店舗により名称が異なる（◇印:食の蔵<大型食品スーパー>、◎印：生鮮&業務スーパー）。

### HIヒロセ
- 大分県 
  - スーパーコンボ三重店◎（豊後大野市） - 食品館（旧・ウエルマート三重店跡）は別館として隣接しており、「生鮮ディスカウント市場」として営業していたが、2019年12月にディスカウントストア業態の「オフプライス」へ業態転換。その後、「オフプライス」は2020年5月、本館も店舗改装の為同年11月に順次閉店。約1年間の休業を経て、2021年11月18日に大分県のスーパーコンボ業態で初となる「生鮮&業務スーパー」を併設した一体型店舗としてリニューアルオープンされた。
  - スーパーコンボ竹田店◇（竹田市）- 2018年11月オープン。
  - スーパーコンボ大在店◇（大分市横田）- 2017年5月オープン。旧・ダイソー大分大在店跡。
  - スーパーコンボ明野店◇（大分市猪野） - もともとはホームセンター業態だったが、2015年6月に「食の蔵」を併設したスーパーコンボ業態となる。
  - スーパーコンボ元町店◇（大分市大字大分）
  - スーパーコンボ臼杵店◇（臼杵市）
  - スーパーコンボ玖珠店◇（玖珠郡玖珠町）
  - スーパーホームセンター別府店（別府市）
  - スーパーホームセンター春日浦店（大分市王子北町 フレスポ春日浦内）
- 熊本県
  - スーパーコンボ嘉島上島店◎（上益城郡嘉島町） - 2019年12月オープン。スーパーコンボ業態で初めて「生鮮&業務スーパー」を併設した店舗。
  - スーパーコンボ菊陽店◇（菊池郡菊陽町 菊陽MEGA MALL内）
  - スーパーコンボ大津店◇（菊池郡大津町）
  - スーパーコンボ田崎市場通り店◇（熊本市西区）
  - スーパーコンボ松橋店◇（宇城市）
  - スーパーコンボ飛田店◇（熊本市北区）
  - スーパーコンボ渡鹿店◇（熊本市中央区）
  - スーパーコンボ嘉島店◇（上益城郡嘉島町） - 2019年12月のリニューアルで「DAISO」が併設。ホームセンターエリアは2020年3月にコーナン商事が運営する職人向け業態「コーナンPRO」へ転換された（熊本県1号店）[6]。
- 宮崎県
  - スーパーコンボ南延岡店◇（延岡市） - 2006年9月17日、台風13号に伴う竜巻が南東より直撃し陳列棚が倒壊、買い物客の男性1人が下敷きになり死亡した。建物も内部は破壊され屋根の一部が剥がれるなどの大被害を受けた。なお、ほぼ同時刻に北西のJR線上で走行中の電車が脱線している。
  - ホームセンター日向店（日向市 イオンタウン日向内） - 現在営業中の「HIヒロセ」ブランドの店舗では唯一となる一般的なホームセンター業態。
- 長崎県
  - スーパーコンボ諫早バイパス店◇（諫早市栗面町） - 2009年12月オープン。長崎県初の「HIヒロセ」ブランドの店舗。ホームセンターサンアイ跡に居抜き出店。2018年10月には3階に「DAISO」がオープンした。施設内には十八親和銀行（旧・十八銀行）[7]の店外ATMコーナーも設置されている。
- 福岡県
  - スーパーコンボ小郡店◎（小郡市） - 2021年4月オープン。福岡県初の「HIヒロセ」ブランドの店舗並びに「生鮮&業務スーパー」の当社フランチャイズ店舗となる。
- 佐賀県
  - スーパーコンボ多久店◎（多久市） - 2021年8月5日オープン。佐賀県初の「HIヒロセ」ブランドの店舗。フードウェイ多久店跡に居抜き出店[2]。「生鮮&業務スーパー」や「DAISO」を併設。

### OKホーム&ガーデン
- 長崎県
  - 深堀店（長崎市深堀町 フレスポ深堀内） - 2021年7月オープン、旧ホームワイド深堀店跡
  - 日野店（佐世保市）
  - 島原店（島原市）
  - 戸町店（長崎市戸町）
  - スーパーコンボ大村店◎（大村市） - 2020年11月に「DAISO」、翌月に「生鮮&業務スーパー」が順次オープンされ、「OKホーム&ガーデン」ブランド初のスーパーコンボ業態へ転換。
  - 多良見店（諫早市多良見町）
  - 長与店（西彼杵郡長与町） - 2011年10月オープン
  - ララプレイス愛宕店（長崎市愛宕4丁目 ララプレイス愛宕5F） - 2014年7月オープン
  - 平戸店（平戸市） - 2019年6月オープン

### OK PRO
- 長崎県
  - 住吉店（長崎市若葉町） - 元々は「OKホーム&ガーデン」として営業していたが、2021年8月31日閉店[8]。同年12月1日に資材・道具に特化したプロ向け専門業態としてオープンした。

### 食の蔵
- 大阪府
  - JR今宮駅前店（大阪市浪速区 コーナンJR今宮駅前店2階）

### フレッシュフーズファクトリーへ運営移管された店舗
神戸物産が展開する「業務スーパー」のフランチャイズ店舗。以下は単独で出店している店舗を記載しているが、前述した「HIヒロセ」・「OK」ブランドのスーパーコンボ業態に入居する形で出店する店舗もある。なお、これらの店舗はHIヒロセのコーナングループ入りに先立って事業が切り離され、創業家が設立したフレッシュフーズファクトリーへ運営移管されている。
- 福岡県
  - 那珂川店（那珂川市） - 2021年9月オープン。同年5月31日をもって閉店した「ワイドマート ドラッグ&フード」跡に居抜き出店。
  - 小郡松崎店（小郡市） - 2022年9月オープン
- 大分県
  - 萩原店（大分市萩原1丁目） - 元々はホームセンター業態としてオープンしていたが、2021年5月23日に閉店[9]。同年12月2日に「生鮮&業務スーパー」へ業態転換し、新規オープンした。
  - 古国府店（大分市古国府） - 元々はホームセンター業態としてオープンしていたが、2010年に総合ディスカウントストア業態の「トレンズ」へ業態転換。2021年9月5日に「トレンズ」としての営業を終了[10]し、同年10月21日に「生鮮&業務スーパー」へ再々転換しオープン。「ダイソー」も併設される。
  - 挾間店（由布市挾間町） - 2021年4月オープン
  - 別府店（別府市） - もともとはホームセンターの別府店だったが、「食の蔵」へ業態転換。2019年1月6日をもって「食の蔵」としての営業を終了し、同年2月14日に大分県における「業務スーパー」1号店として再業態転換された。
  - 臼杵市浜店（臼杵市大字市浜） - 2019年7月オープン
- 熊本県
  - 菊陽津久礼店（菊陽市菊陽町） - 2020年12月オープン

### 過去に存在した店舗
- 大分県
  - 府内大橋店（大分市）
  - 佐伯住吉店（佐伯市） - 旧寿屋の店舗。
- 熊本県
  - 城南店（熊本市） - 2010年5月9日閉店
  - ステア矢部店（上益城郡山都町） - 旧寿屋の店舗。
- 宮崎県
  - 大塚店（宮崎市） - 現ベスト電器宮崎西店
- 長崎県
  - OKホーム&ガーデン時津店（西彼杵郡時津町） - OKホーム&ガーデン長与店への移転に伴い、2011年2月6日閉店
  - OKホーム&ガーデン諫早店（諫早市長野町） - 2019年6月2日閉店
- 福岡県
  - 食の蔵新宮店（糟屋郡新宮町 コーナン福岡新宮店内） - 2021年10月3日閉店[11]。本店舗の閉店により、「食の蔵」の単独店舗が一旦消滅した（前述の通り、2024年11月30日にJR今宮駅前店のオープンに伴い約3年ぶりに「食の蔵」の単独店舗が復活する）。なお、コーナン福岡新宮店自体も2023年5月21日をもって閉店している。